# Vredestempel (Haarlem)
De Vredestempel in Haarlem is een monument in de vorm van een Romeinse tempel gebouwd in 1648 ter gelegenheid van de Vrede van Münster. Het bouwwerk bevindt zich in de Hortus Medicus en ligt recht achter de voormalige gastenverblijven van het stadhuis. De zuilengalerij is gebouwd naar aanleiding van het sluiten van de Vrede van Westfalen, maar in hoofdzaak vanwege de vrede van Münster, welke onderdeel is van de Vrede van Westfalen. Het is, als onderdeel van de erfafscheiding van de Hortus Medicus, aangewezen als rijksmonument.

## Achtergrond
De tempel is, naar aanleiding van het sluiten van de Vrede van Münster, het einde van de Tachtigjarige Oorlog, gebouwd in de tuin van het Prinsenhof. Bij het tekenen van dit verdrag werd ook de Republiek der Zeven Verenigde Nederlanden erkend. In de zeven nissen van de tempel werden muurtekeningen geplaatst. Van twee van hen is vastgesteld dat zij van de hand van Jacob van Campen waren. Hij wordt ook als mogelijke architect genoemd, maar mogelijke architecten zijn ook Salomon de Bray of Pieter Post. Het bouwwerk staat, net als het stadhuis, door middel van een overkluizing boven op de Haarlemse Beek.

## Geschiedenis
De Vredestempel maakte onderdeel uit van het complex van het Prinsenhof. Dit hof werd gevestigd op de plek van het voormalige Dominicanenklooster. De verbouwing van klooster naar representatief gebouw voor de stadhouder begon in 1590.
In 1648 werd de tempel gebouwd naar aanleiding van de Vrede van Münster. De tempel had toen drie treden, waarvan er twee in de loop van de tijd onder de bestrating zijn verdwenen. Boven op het hoofdgestel stond een steil schilddak. In de nissen waren tekeningen aangebracht. De tekeningen zijn vermoedelijk op panelen aangebracht, omdat er geen enkel spoor van hen is gevonden.
Tussen 1700 en 1721 raakte het hof de representatieve functie kwijt, maar vanaf 1721 werd de tuin in gebruik genomen als hortus van het Collegium Medico-Pharmaceuticum. In 1722 werd voor de tempel een standbeeld van de hand van Gerrit van Heerstal van Laurens Janszoon Coster geplaatst, om zijn uitvinding van de boekdrukkunst te eren. 
De Vredestempel werd vanaf 1950 tot begin 21e eeuw door het Stedelijk Gymnasium gebruikt als fietsenstalling . In 1979 werd opnieuw een plan opgesteld om de tuin in ere te herstellen, ook dit keer zonder veel resultaat. Omstreeks 2016 begon een restauratie welke er voor zorgde dat het gebouw weer de uitstraling van vroeger kreeg. De restauratie werd op 5 juni 2016 feestelijk gestart, op dezelfde dag als dat de Vrede van Münster getekend werd. Bij deze start werden panelen onthuld met daarop reproducties van de oude tekeningen. In 2017 is ook archeologisch onderzoek gedaan rondom de tempel. Bij dit onderzoek is ook een deel van de overkluizing van de Haarlemse Beek bloot gelegd. Deze strekte zich uit onder de tempel tot vier meter de tuin in met een versteviging voor het beeld van Coster.
De tuin wordt anno 2014 beheerd door Spaarnelanden, waardoor er regelmatig onderhoud gepleegd wordt.

## Ontwerp
Het bouwwerk is vormgegeven als een classicistische tempel met zeven nissen en vier ronde zuilen tussen twee vierkante zuilen in Korinthische stijl. In elk van de nissen is een tekening op paneel aangebracht.
Voor de tempel liggen twee treden, waar er van origine drie moeten zijn. De derde tree, welke onder de bestrating ligt, is ook in 1808 getekend en bij het archeologisch onderzoek in 2017 teruggevonden.